# Sagesses bouddhistes
Sagesses bouddhistes, Voix bouddhistes jusqu'en 2007,  est une émission de télévision française, créée en 1997, consacrée au bouddhisme. Elle est diffusée le dimanche matin sur France 2 dans le cadre de la série d'émissions religieuses hebdomadaires Les Chemins de la foi. Elle est produite par l'Union bouddhiste de France, tout d’abord sous le nom de  Voix bouddhistes, à la suite de la reconnaissance officielle de l’UBF par le ministère de l'Intérieur.

## Présentation
Présentée jusqu'en juin 2007 par Catherine Barry sous le titre de Voix bouddhistes, l’émission est depuis juillet 2007 présentée en alternance par Aurélie Godefroy et Sandrine Colombo sous le titre de Sagesses bouddhistes.
De nombreux lamas et personnalités bouddhistes de France et du monde sont invitées chaque semaine pour traiter d'une thématique liée au bouddhisme et « répondre aux questions de société ». L'émission propose aussi des reportages sur les nombreux aspects et thèmes abordés par les différentes traditions du bouddhisme.

## Production
Produite par Jacques Martin, président fondateur de l'UBF de 1986 jusqu'à son décès en 2001, adjoint de Chriss Gallot, elle est réalisée pour France 2 depuis sa création par Michel Baulez. Claude Darmon l'a rejoint en 1998 jusqu'en 2022. 
Élu en 2007 président de l'UBF, Olivier Wang-Genh en a été le producteur délégué auprès de France 2, jusqu'en 2012.
En juin 2012, Marie-Stella Boussemart est élue présidente de l'UBF ; la production déléguée de l'émission est confiée à Chriss Gallot pour l'éditorial et à Liliane Lefait-Chatel pour la coordination. En juin 2015, Olivier Wang-Ghenh a été réélu président de l'UBF.
En mars 2021, Antony Boussemart, puis en mars 2022 Lama Thrinlé Gyatso sont élus co-présidents de l'UBF.

## Accueil
En 2007, le taux d'audience est de  230 000 téléspectateurs en moyenne.
En 2023 le taux d'audience est de  250 000 téléspectateurs en moyenne[réf. nécessaire].